# 스포츠 네트워크
스포츠 네트워크(The Sports Network, TSN)는 영어로 방송하는 캐나다의 스포츠 전문 방송국이다.
TSN은 캐나다 텔레비전 네트워크(Canadian television network, CTV)의 자회사인 CTV 글로벌 미디어가 지분의 80%를 ESPN이 20% 소유하고 있다.

## 역사
TSN은 1984년에 개국했다. 1984년 4월 2일 캐나다 라디오-텔레비전 통신위원회(Canadian Radio-television and Telecommunications Commission , CRTC)로부터 액션 캐나다 스포츠 네트워크란 이름으로 인가를 받았다. 그 해 9월 1일 스포츠 네트워크("The Sports Network", "TSN")란 이름으로 첫 전파를 쏘았다.
TSN은 원래 Labatt Brewing 사의 소유였다. 회사의 상품을 판매하는 데 도움이 되고자 설립했지만 Labatt Brewing 사가 소유하고 있던 메이저 리그 야구팀 토론토 블루제이스 홍보 매체 역할밖에 하지 못했다. 결국 TSN은 강제로 분할되었고 Interbrew 사로 넘어갔다. 2005년 대부분의 토론토 블루제이스의 경기를 팀 소유주이자 TSN의 최대 라이벌인 로저스 스포츠넷 사와 제휴하면서 방송할 수 있게 되었다.

## 같이 보기
- 토론토 블루제이스
- 로저스 커뮤니케이션스